# Клявін Дмитро Робертович
Дмитро́ Ро́бертович Кля́він (нар. 16 січня 1965, Київ) — радянський і український артист балету, соліст Національної опери України, балетмейстер-постановник хореографічних вистав, педагог класичного танцю. Заслужений артист України (1999), лауреат Премії імені А. Ф. Шекери у галузі хореографічного мистецтва (2019).

## Загальні відомості
1983 — закінчив Київське державне хореографічне училище (клас В. А. Денисенка).
1998 — закінчив балетмейстерське відділення Київського державного інституту театрального мистецтва імені І. К. Карпенка-Карого (курс В. П. Ковтуна).
1983—2010 — артист Національної опери України (Київ).
Є відомим демікласичним танцівником, талановитим педагогом, з 1987 працює у Київському хореографічному училищі (2010—2011 — його директор і художній керівник) , а також завідувачем відділення коледжу хореографічного мистецтва «Київська муніципальна академія танцю імені Сержа Лифаря». Його учні працюють артистами балету в провідних театрах України та зарубіжжя. Серед них М. Мотков, С. Сидорський.
23 квітня 2019 року за постановку одноактного балету «Лифар-сюїта» та хореографічної композиції «Два фавна» удостоєний почесної нагороди — Премії імені А. Ф. Шекери у галузі хореографічного мистецтва.

## Партії
- Авторитет («Панянка та хуліган» Д. Шостаковича)
- Візир («Легенда про любов» А. Мелікова)
- Ганс («Жізель» А. Адана)
- Ескамільо («Кармен-сюїта» Ж. Бізе — Р. Щедріна)
- Еспадо, Великий брамін («Дон Кіхот», «Баядерка» Л. Мінкуса)
- Марцеліна («Марна пересторога» Л. Герольда)
- Медж («Сильфіда» Х. Левенсхольда)
- Принц Лимон («Чіполліно» К. Хачатуряна)
- Ротбард, Фея Карабос («Лебедине озеро», «Спляча красуня» П. Чайковського)
- Сатана («Фантастична симфонія» на музику Г. Берліоза)
- Тібальд («Ромео і Джульєтта» С. Прокоф'єва)
- Чуб («Ніч перед Різдвом» Є. Станковича)
- Шахріар («Шехеразада» М. Римського-Корсакова)

## Роботи
- Вистава на дві дії «Український диптих» на музику К. Ф. Данькевича та Є. В. Досенка
- Містерія сучасності «Повертайся живим» на музику сестер Тельнюк, присвячена Революції Гідності
- Нова редакція балету «Лісова пісня»
- Хореографічна композиція «Два фавна» на музику Клода Дебюссі, присвячена уродженцям Києва Сержу Лифарю та Вацлаву Ніжинському
- Балет на одну дію «Лифар-сюїта» на музику Едуара Лало

## Визнання
- 1996 — дипломант Міжнародного конкурсу балету імені Сергія Лифаря
- 1999 — заслужений артист України
- 2019 — лауреат Премії імені А. Ф. Шекери у галузі хореографічного мистецтва 2019 року